# Bill Tancred
Bill Tancred, wł. William Raymond Tancred (ur. 6 sierpnia 1942 w Kwecie) – brytyjski lekkoatleta, specjalizujący się w rzucie dyskiem i pchnięciu kulą, dwukrotny medalista igrzysk Brytyjskiej Wspólnoty Narodów, dwukrotny olimpijczyk, później naukowiec, teoretyk wychowania fizycznego i sportu.  Na igrzyskach Brytyjskiej Wspólnoty Narodów reprezentował Anglię, a na pozostałych imprezach międzynarodowych Wielką Brytanię.

## Kariera sportowa
Zajął 8. miejsce w pchnięciu kula i 9. miejsce w rzucie dyskiem na igrzyskach Imperium Brytyjskiego i Wspólnoty Brytyjskiej w 1966 w Kingston. Odpadł w kwalifikacjach rzutu dyskiem na mistrzostwach Europy w 1966 w Budapeszcie, na igrzyskach olimpijskich w 1968 w Meksyku i na mistrzostwach Europy w 1969 w Atenach.
Zdobył brązowy medal w rzucie dyskiem (przegrywając jedynie z George’em Puce’em z Kanady i Lesem Millsem z Nowej Zelandii) na igrzyskach Brytyjskiej Wspólnoty Narodów w 1970 w Edynburgu. Odpadł w kwalifikacjach tej konkurencji na igrzyskach olimpijskich w 1972 w Monachium.
Zdobył srebrny medal w rzucie dyskiem (za Robinem Taitem z Nowej Zelandii, a przed swym kolegą z reprezentacji Anglii Johnem Hillierem) i zajął 4. miejsce w pchnięciu kulą na igrzyskach Brytyjskiej Wspólnoty Narodów w 1974 w Christchurch. Odpadł w kwalifikacjach rzutu dyskiem na mistrzostwach Europy w 1974 w Rzymie.
Był mistrzem Wielkiej Brytanii (AAA) w rzucie dyskiem w latach 1966–1970, 1972 i 1972, wicemistrzem w rzucie dyskiem w 1974 i 1975 oraz w pchnięciu kulą w 1969, a także brązowym medalistą w rzucie dyskiem w 1964, 1965 i 1971 oraz w pchnięciu kulą w 1972 i 1973, a w hali mistrzem AAA w pchnięciu kulą w 1969 i 1976 oraz wicemistrzem w 1968, 1970, 1972 i 1973.
Wielokrotnie poprawiał rekord Wielkiej Brytanii w rzucie dyskiem, doprowadzając go do wyniku 64,32 m, uzyskanego 10 sierpnia 1974 w Woodford, który pozostał rekordem aż do 1997, kiedy to Robert Weir uzyskał odległość 64,42 m. Najlepszy wynik Tancreda wynosił jednak 64,94 m, osiągnięty 21 lipca 1974 w Loughborough, który nie został uznany za rekord Wielkiej Brytanii. Jego rekord życiowy w pchnięciu kulą to 19,43 m (18 maja 1974 w Shotley Gate).

## Kariera akademicka
Ukończył studia z zakresu biologii i wychowania fizycznego na Loughborough University. Odbył studia doktoranckie w Stanach Zjednoczonych.
Wykładał na wielu uczelniach, m.in. na University of Sheffield, gdzie był dyrektorem ośrodka sportu i wychowania fizycznego 
W 1992 został odznaczony Orderem Imperium Brytyjskiego.

## Rodzina
Jego młodszy brat Peter również był lekkoatletą dyskobolem, uczestnikiem igrzysk olimpijskich w 1976 w Montrealu.